# Lathrobium sphagnetorum
Lathrobium sphagnetorum är en skalbaggsart som beskrevs av Jyrki E. Muona 1977. Lathrobium sphagnetorum ingår i släktet Lathrobium, och familjen kortvingar. Arten är reproducerande i Sverige.